# Jižní Korea na Zimních olympijských hrách 1992
Jižní Koreu na Zimních olympijských hrách v roce 1992 reprezentovala výprava 23 sportovců (19 mužů a 4 ženy) ve 6 sportech.

## Medailisté
| Medaile | Jméno                                         | Sport          | Soutěž               |
| ------- | --------------------------------------------- | -------------- | -------------------- |
| Zlato   | Kim Ki-hun                                    | Short track    | Muži 1 000 m         |
| Zlato   | Kim Ki-hun Lee Joon-Ho Mo Ji-Soo Song Jae-Kun | Short track    | Muži štafeta 5 000 m |
| Stříbro | Kim Jun-man                                   | Rychlobruslení | Muži 1 000 m         |
| Bronz   | Lee Joon-Ho                                   | Short track    | Muži 1 000 m         |